# Ажен (округ)
Округ Ажен (фр. Arrondissement d'Agen) — округ у Франції, в департаменті Лот і Гаронна. 2023 року округ об'єднував 71 муніципалітет, населення становило 119 617 осіб.
Адміністративний центр (супрефектура) — Ажен.

## Муніципалітети
Список муніципалітетів округу та їхні коди INSEE:
1. Ажен (47001)
2. Ангерак (47087)
3. Астаффор (47015)
4. Бажамон (47019)
5. Базан (47022)
6. Блемон (47030)
7. Бовіль (47025)
8. Бое (47031)
9. Бон-Анконтр (47032)
10. Бракс (47040)
11. Бурран (47038)
12. Галап'ян (47107)
13. Гранж-сюр-Лот (47111)
14. Грессас (47113)
15. Дондас (47082)
16. Егійон (47004)
17. Естіяк (47091)
18. Кассіньяс (47050)
19. Кастелла (47053)
20. Кастелькюльє (47051)
21. Клермон-Дессу (47066)
22. Клермон-Субіран (47067)
23. Кодекост (47060)
24. Козак (47062)
25. Колерак-Сен-Сірк (47069)
26. Кур (47073)
27. Кюк (47076)
28. Ла-Круа-Бланш (47075)
29. Ла-Совта-де-Савер (47289)
30. Лагарриг (47129)
31. Лаплюм (47137)
32. Ларок-Тембо (47138)
33. Ласепед (47125)
34. Лафо (47128)
35. Ле-Пассаж (47201)
36. Лерак (47145)
37. Лоньяк (47140)
38. Люзіньян-Петі (47154)
39. Мадаян (47155)
40. Мармон-Пашас (47158)
41. Монбалан (47171)
42. Монпезат (47190)
43. Муаракс (47169)
44. Ніколь (47196)
45. Обіак (47016)
46. Пон-дю-Касс (47209)
47. Пор-Сент-Марі (47210)
48. Прессас (47213)
49. Пюїміроль (47217)
50. Рокфор (47225)
51. Сен-Жан-де-Тюрак (47248)
52. Сен-Ілер-де-Люзіньян (47246)
53. Сен-Капре-де-Лерм (47234)
54. Сен-Мартен-де-Бовіль (47255)
55. Сен-Морен (47260)
56. Сен-Нікола-де-ла-Балерм (47262)
57. Сен-П'єрр-де-Клерак (47269)
58. Сен-Робер (47273)
59. Сен-Ромен-ле-Нобль (47274)
60. Сен-Сальві (47275)
61. Сен-Сардос (47276)
62. Сен-Сікст (47279)
63. Сент-Коломб-ан-Брюїуа (47238)
64. Сент-Юрсісс (47281)
65. Сериньяк-сюр-Гаронн (47300)
66. Сованьяс (47288)
67. Совтерр-Сен-Дені (47293)
68. Терак (47305)
69. Фальс (47092)
70. Фрежимон (47104)
71. Фулеронн (47100)